# Debos purpureofusa
Debos purpureofusa là một loài bướm đêm trong họ Geometridae.